# Gmina Independence (hrabstwo Appanoose)

Położenie Gminy Independence w hrabstwie Appanoose

Gmina Independence (ang. Independence Township) – gmina w USA, w stanie Iowa, w hrabstwie Appanoose. Według danych z 2000 roku gmina miała 252 mieszkańców.